# Aa!
Aa! (あぁ! lit. "Ah!"?) fue un grupo japonés de j-pop de Hello! Project, formado por Reina Tanaka, que en aquel entonces era miembro del grupo Morning Musume, y dos miembros de Hello! Project Kids, Natsuyaki Miyabi y Airi Suzuki. Además, también tuvo otra miembro, Akari Saho.

## Historia
El nombre del grupo fue elegido por el productor y escritor Tsunku para representar múltiples emociones como la alegría y la tristeza multi-lingüística, y así los CD del grupo saldrían alfabéticamente en las tiendas de discos (aunque la mayoría de la mercancía de Hello! Proyect se agrupa junta). El grupo original lanzó sólo un sencillo.
Se destaca por el hecho de que Airi Suzuki tenía sólo nueve años de edad en el momento del sencillo, da un rendimiento muy profesional y competente, convirtiéndose en la chica más joven en aparecer en un sencillo de Hello! Project como una parte importante de los cantantes.
Miyabi Natsuyaki pasó a formar parte de los preadolescentes de Hello! Project en el grupo Berryz Kobo en 2004, mientras que Airi Suzuki se unió a otro grupo de Hello! Project, Cute, un año después. Las dos más tarde se convirtieron en dos de las tres miembros de Buono! para completar la unidad en el año 2007.
En el 2004, Reina Tanaka y Airi Suzuki se unieron con otra miembro de Hello! Project Kids, Megumi Murakami, de la canción "Suki ni Naccha ikenai Hito", una de las pistas de acoplamiento de HP All Stars en el sencillo "All for One & One for All!". La pista se acreditará a los participantes individuales, pero muchos fans han presentado informes que se refieren esta agrupación llamándola como "Aa! Versión 2". Buono! y Aa! son comparados a menudo. Miyabi Natsuyaki y Airi Suzuki se observan a menudo en los dos grupos.
El grupo regresó de su inactividad en 2009 con una nueva canción, "Yes-Yes-Yes", en el álbum Chanpuru 1: Happy Marriage Song Cover Shū. Se anunció que Reina Tanaka ya no sería parte de la unidad, con el fin de centrarse en Morning Musume. Y fue reemplazada por la miembro de Hello! Pro Egg Akari Saho, que sólo tenía catorce años cuando se unió. Akari ya era miembro de dos grupos, Shugo Chara Egg! y Tomoiki Ki Wo Uetai. La segunda canción de la nueva generación del grupo "Yume a Genjitsu" (夢 と 現実? "Sueños y Realidad"?), fue lanzado más tarde en el mismo año en la colección Petit Best 10.
En 2011, el grupo apareció nuevamente en la gira de invierno de 2011 con las canciones "Shining Itoshiki Anata", originalmente de Country Musume y "DON'T STOP Renaichuu", originalmente de T&C Bomber.
Más tarde, en abril del mismo año, Akari Saho dejó la agrupación y a Hello! Project para unirse al grupo Up Up Girls (Kari).
Del 28 de febrero al 1 de marzo de 2015, Aa! se reunió con Miyabi Natsuyaki y Airi Suzuki para realizar una versión ligeramente actualizada de "Masayume" en la mini gira Berryz Kobo Matsuri, en sus primeras actividades como Aa! desde 2011. El 3 de marzo, Miyabi Natsuyaki se graduó de Hello! Project con otros 5 miembros de su grupo principal, Berryz Kobo, cuando entraron en una pausa indefinida.
El 20 de agosto de 2016, se reveló que Airi Suzuki, la última Aa! restante, se graduaría de Hello! Project. Se graduó junto con todos los integrantes de C-ute el 12 de junio de 2017. Como consecuencia de esto, en 2016, el grupo se disolvió.
De vez en cuando, Miyabi Natsuyaki y Airi Suzuki han cantado en solitario las canciones del grupo en algunas actuaciones, aunque actualmente el grupo sigue disuelto.

## Miembros
- Reina Tanaka (2003-2004)
- Miyabi Natsuyaki (2003-2004; 2009-2011; 2015-2016)
- Airi Suzuki (2003-2004; 2009-2011; 2015-2016)
- Akari Saho (2009-2011)

### Cronología

#### 2003-2004
- Reina Tanaka
- Miyabi Natsuyaki
- Airi Suzuki

#### 2009-2011
- Miyabi Natsuyaki
- Airi Suzuki
- Akari Saho

#### 2015-2016
- Miyabi Natsuyaki
- Airi Suzuki

## Discografía

### Sencillos
| # | Título       | Fecha de lanzamiento  | Acoplamiento con                     |
| - | ------------ | --------------------- | ------------------------------------ |
| 1 | "First Kiss" | 29 de octubre de 2003 | "Masayume" (正夢? lit. "Sueño Real") |

### Otros títulos
| # | Título             | Fecha de lanzamiento   | Álbum         |
| - | ------------------ | ---------------------- | ------------- |
| 1 | "Yes-Yes-Yes"      | 15 de julio de 2009    | Chanpuru 1    |
| 2 | "Yume To Genjitsu" | 5 de noviembre de 2009 | Petit Best 10 |

### Álbumes
- Petit Best 10, -(17 de diciembre de 2003)
- Hello! Project special unit Mega Best, -(10 de diciembre de 2008)
- Chanpuru Collection ~ ① ~ Happy Marriage Song Cover Shū, -(15 de julio de 2009)
- Petit Best 10, -(2 de diciembre de 2009. 「"Yume to genjitsu" (夢と現実?  en español Los sueños y la realidad)」)